# 莉娜·隆
尼内特·莉娜·隆·佩雷拉（西班牙語：Ninette Lina Ron Pereira；1959年9月23日—2011年3月5日）是委内瑞拉的一个政治人物。她出生于安索阿特吉州阿纳科。她是委内瑞拉人民团结的创始人和主席，该党是支持委内瑞拉总统乌戈·查韦斯的政党之一。她担任一个玻利瓦尔圈子的负责人。2011年，她因心脏病发作在加拉加斯去世，享年51岁，葬于安德烈斯·埃洛伊·布兰科广场的南方公墓。查韦斯总统称赞她是“真正的人民战士”和“完整的革命者”。